# Aracena
Aracena és un municipi de la província de Huelva, a la comunitat autònoma d'Andalusia, seu de partit judicial. Agrupa els llogarets de Carboneras, Castañuelo, Corterrangel, Jabuguillo, La Umbría i Valdezufre. És coneguda per la seva tradició de pernil.

## Demografia
| 1996  | 1998  | 1999  | 2000  | 2001  | 2002  | 2003  | 2004  | 2005  | 2006  | 2007  |
| ----- | ----- | ----- | ----- | ----- | ----- | ----- | ----- | ----- | ----- | ----- |
| 6.708 | 6.609 | 6.672 | 6.756 | 6.672 | 6.720 | 6.939 | 6.979 | 7.152 | 7.228 | 7.351 |